# Mediterrán és Balkán Fórum
A PTE Kelet-Mediterrán és Balkán Tanulmányok Központja (KMBTK) 2007-től jelenteti meg a Mediterrán és Balkán Fórum című elektronikus szakfolyóiratot.

## A szakfolyóirat profilja
A Balkán, a Kelet-Mediterráneum és a Közel-Kelet térségét érintő kutatások eredményeit közli. Az elektronikus forma előnyeinek kihasználásaként a fő célja az, hogy az említett terület kutatóit, a térség iránt érdeklődőket a hagyományos, nyomtatott formátumú folyóiratoknál gyakrabban megjelenő, ezért frissebb információval ellássa. A tanulmányokat magyar, illetve angol nyelven közli. A cikkek terjedelme a 20000 karaktert (képekkel, térképekkel, ábrákkal együtt) nem haladhatja meg. A szakmai folyóirat csak a szerkesztőbizottság által lektorált írásokat jelenteti meg.

## Rovatok
A Mediterráneum és Balkán rovatok tudományos elemzések közlésére szolgálnak, a Mozaik címszó alatt ismeretterjesztő, kulturális jellegű  írásoknak  kapnak helyet.